# Copa de la Liga Profesional 2020
La Copa de la Liga Profesional de Fútbol de AFA 2020, rebautizada desde el 25 de noviembre como Copa Diego Armando Maradona, fue la primera edición de esta copa nacional, y el primer torneo organizado por la recién creada Liga Profesional de Fútbol Argentino, órgano interno de la Asociación del Fútbol Argentino.
Fue programada de manera contingente, como consecuencia de la cancelación de la Copa de la Superliga Argentina debido a la pandemia de covid-19 y a la eventual disolución de su ente organizador. Su principal objetivo fue la clasificación de un equipo para completar los cupos de la Copa Libertadores 2021. Accesoriamente, también otorgó una plaza a la Copa Sudamericana 2022.
La disputaron, a partir del 30 de octubre, los veinticuatro equipos que participaron en el Campeonato de Primera División 2019-20. Finalizó el 31 de marzo de 2021.
El campeón fue el Club Atlético Boca Juniors, que obtuvo su decimocuarta copa nacional. Clasificó así a la Copa Libertadores 2021, pero declinó su lugar debido a que ya se encontraba clasificado en una posición mejor como campeón de la Superliga 2019-20. Por su parte, el Club Atlético Banfield, clasificó a la Copa Sudamericana 2022, y, como subcampeón de torneo, jugó un partido clasificatorio al Trofeo de Campeones 2020 con el subcampeón de la Superliga 2019-20.

## Equipos participantes
| Equipo             | Ciudad              | Estadio                            | Capacidad |
| ------------------ | ------------------- | ---------------------------------- | --------- |
| Aldosivi           | Mar del Plata       | José María Minella                 | 35 180    |
| Argentinos Juniors | Buenos Aires        | Diego Armando Maradona             | 26 000    |
| Arsenal            | Sarandí             | Julio Humberto Grondona            | 16 300    |
| Atlético Tucumán   | Tucumán             | Monumental José Fierro             | 35 200    |
| Banfield           | Banfield            | Florencio Sola                     | 34 900    |
| Boca Juniors       | Buenos Aires        | Alberto J. Armando                 | 54 000    |
| Central Córdoba    | Santiago del Estero | Alfredo Terrera                    | 21 500    |
| Colón              | Santa Fe            | Brigadier General Estanislao López | 40 000    |
| Defensa y Justicia | Gobernador Costa    | Norberto Tomaghello                | 20 000    |
| Estudiantes        | La Plata            | Jorge Luis Hirschi                 | 30 018    |
| Gimnasia y Esgrima | La Plata            | Juan Carmelo Zerillo               | 21 500    |
| Godoy Cruz         | Mendoza             | Malvinas Argentinas                | 42 500    |
| Huracán            | Buenos Aires        | Tomás Adolfo Ducó                  | 48 314    |
| Independiente      | Avellaneda          | Libertadores de América            | 49 592    |
| Lanús              | Lanús Este          | Ciudad de Lanús-Néstor Díaz Pérez  | 47 027    |
| Newell's Old Boys  | Rosario             | Coloso Marcelo Bielsa              | 42 000    |
| Patronato          | Paraná              | Presbítero Bartolomé Grella        | 22 000    |
| Racing Club        | Avellaneda          | Presidente Perón                   | 51 000    |
| River Plate        | Buenos Aires        | Estadio Monumental                 | 70 074    |
| Rosario Central    | Rosario             | Gigante de Arroyito                | 41 465    |
| San Lorenzo        | Buenos Aires        | Pedro Bidegain                     | 47 964    |
| Talleres           | Córdoba             | Mario Alberto Kempes               | 57 000    |
| Unión              | Santa Fe            | 15 de Abril                        | 26 000    |
| Vélez Sarsfield    | Buenos Aires        | José Amalfitani                    | 49 540    |

### Distribución geográfica de los equipos
| Jurisdicción                             | Cant. | Equipos                                                                               |
| ---------------------------------------- | ----- | ------------------------------------------------------------------------------------- |
| Ciudad de Buenos Aires                   | 6     | Argentinos Juniors, Boca Juniors, Huracán, River Plate, San Lorenzo y Vélez Sarsfield |
| Conurbano bonaerense                     | 6     | Arsenal, Banfield, Defensa y Justicia, Independiente, Lanús y Racing Club             |
| Provincia de Santa Fe                    | 4     | Colón, Newell's Old Boys, Rosario Central y Unión                                     |
| Ciudad de La Plata                       | 2     | Estudiantes y Gimnasia y Esgrima                                                      |
| Interior de la provincia de Buenos Aires | 1     | Aldosivi                                                                              |
| Provincia de Córdoba                     | 1     | Talleres                                                                              |
| Provincia de Entre Ríos                  | 1     | Patronato                                                                             |
| Provincia de Mendoza                     | 1     | Godoy Cruz                                                                            |
| Provincia de Santiago del Estero         | 1     | Central Córdoba                                                                       |
| Provincia de Tucumán                     | 1     | Atlético Tucumán                                                                      |

## Formato

### Fase Clasificatoria
Los equipos se dividieron en seis zonas de cuatro integrantes cada una, donde jugaron a dos rondas por el sistema de todos contra todos. Los dos primeros clasificaron a la Fase Campeonato, mientras que el tercero y el cuarto lo hicieron a la Fase Complementación.

### Fase Campeonato de la Copa 2020
Los doce clasificados se dividieron por sorteo en dos grupos de seis equipos cada uno, tres que ocuparon el primer puesto en la clasificación y tres que ocuparon el segundo. Se jugó a una sola rueda, todos contra todos, y los primeros de zona jugaron tres partidos en condición de local. Los que ocuparon el primer puesto de cada grupo disputaron la final por el título.

### Fase Complementación de la Copa 2020
Los doce clasificados se dividieron por sorteo en dos grupos de seis equipos cada uno, tres que ocuparon el tercer puesto en la clasificación y tres que ocuparon el cuarto puesto. Se jugó a una sola rueda, todos contra todos, y los terceros de zona jugaron tres partidos en condición de local. Los que ocuparon el primer puesto en cada uno de los grupos disputaron una final, que clasificó al ganador.

### Finales
La final de la Fase Campeón la jugaron los dos ganadores de cada grupo, a un solo partido, en el estadio San Juan del Bicentenario. El ganador fue declarado campeón y el perdedor disputó la clasificación a la Copa Sudamericana 2022. 
Por su parte, los ganadores de cada grupo de la Fase Complementación jugaron, también a un solo partido y en cancha neutral, por un lugar en el partido clasificatorio a la Copa Sudamericana 2022.

## Clasificación a las competencias internacionales

### Copa Libertadores 2021
El campeón clasificó directamente a la Copa Libertadores 2021, ocupando la plaza Argentina 2. Al encontrarse clasificado por otra vía como Argentina 1, su lugar fue ocupado por el siguiente mejor ubicado en la tabla general de posiciones de la temporada 2019-20, y se desplazaron los equipos hasta cubrir la totalidad de los cupos de esta copa y de la Copa Sudamericana 2021.

### Copa Sudamericana 2022
El ganador del torneo fue el campeón de la Superliga 2019-20, por lo que clasificó directamente, por un cupo a definir, a la Copa Sudamericana 2022.
Por otra parte, el ganador de la Fase Complementación se enfrentó con el perdedor de la final de la Fase Campeonato, a un solo partido en cancha neutral, por otra plaza en el mismo torneo.

## Sorteos

### Fase Clasificatoria
Se llevó a cabo el 16 de octubre, en el predio de la AFA de Ezeiza, con los equipos repartidos en cuatro copones. El primero lo integraron los seis clubes con mayor cantidad de títulos en Primera División. El segundo, el resto de los equipos del Gran Buenos Aires. El tercero, los equipos indirectamente afiliados. Y el cuarto, los equipos de la ciudad de La Plata y la provincia de Santa Fe.
| Copón 1                                                                                    | Copón 2                                                                          | Copón 3                                                                                       | Copón 4                                                                                                   |
| ------------------------------------------------------------------------------------------ | -------------------------------------------------------------------------------- | --------------------------------------------------------------------------------------------- | --- |
| - Boca Juniors - Independiente - Racing Club - River Plate - San Lorenzo - Vélez Sarsfield | - Argentinos Juniors - Arsenal - Banfield - Defensa y Justicia - Huracán - Lanús | - Aldosivi - Atlético Tucumán - Central Córdoba (SdE) - Godoy Cruz - Patronato - Talleres (C) | - Colón - Estudiantes de La Plata - Gimnasia y Esgrima (LP) - Newell's Old Boys - Rosario Central - Unión |

Las zonas se conformaron con un integrante de cada uno de los copones. Por otra parte, los equipos se agruparon por parejas, de tal manera que a cada uno se lo integró a una diferente.

### Fases Campeonato y Complementación
El sorteo se realizó el 7 de diciembre, a las 21:30, en el hotel Hilton, de la ciudad de Buenos Aires. Los equipos se distribuyeron en cuatro copones, el primero con los clasificados en el primer puesto de su zona clasificatoria y los siguientes con los segundos, terceros y cuartos, respectivamente. 
| Copón 1 Primeros de zona                                                        | Copón 2 Segundos de zona                                                                           | Copón 3 Terceros de zona                                                                           | Copón 4 Cuartos de zona                                                                |
| ------------------------------------------------------------------------------- | -------------------------------------------------------------------------------------------------- | -------------------------------------------------------------------------------------------------- | -------------------------------------------------------------------------------------- |
| - Atlético Tucumán - Boca Juniors - Colón - Huracán - San Lorenzo - River Plate | - Argentinos Juniors - Arsenal - Banfield - Gimnasia y Esgrima (LP) - Independiente - Talleres (C) | - Aldosivi - Central Córdoba (SdE) - Newell's Old Boys - Rosario Central - Unión - Vélez Sarsfield | - Defensa y Justicia - Estudiantes (LP) - Godoy Cruz - Lanús - Patronato - Racing Club |

La Fase Campeonato se distribuyó en dos grupos de seis equipos, cada uno conformado por tres integrantes del copón 1 y tres del 2, con la salvedad de no incluir en el mismo grupo a los equipos que se hubieran enfrentado previamente en la Fase Clasificación.
Por su parte, la Fase Complementación se conformó con los equipos que ocupaban los copones restantes. Se formaron dos grupos, cada uno integrado por tres ubicados en el copón 3 y tres del 4, con la misma salvedad.

## Fase Clasificatoria

### Grupo A

#### Tabla de posiciones final
| Pos. | Equipo           | Pts. | PJ | PG | PE | PP | GF | GC | Dif. |
| ---- | ---------------- | ---- | -- | -- | -- | -- | -- | -- | ---- |
| 1.º  | Atlético Tucumán | 18   | 6  | 6  | 0  | 0  | 19 | 8  | 11   |
| 2.º  | Arsenal          | 7    | 6  | 2  | 1  | 3  | 8  | 8  | 0    |
| 3.º  | Unión            | 7    | 6  | 2  | 1  | 3  | 9  | 11 | −2   |
| 4.º  | Racing Club      | 3    | 6  | 1  | 0  | 5  | 2  | 11 | −9   |

|  | Clasificados a la Fase Campeonato.      |
|  | Clasificados a la Fase Complementación. |

##### Evolución de las posiciones
| Equipo / Fecha   | 1   | 2   | 3   | 4   | 5   | 6   |
| ---------------- | --- | --- | --- | --- | --- | --- |
| Arsenal          | 2.° | 3.° | 2.° | 3.° | 3.° | 2.° |
| Atlético Tucumán | 1.° | 1.° | 1.° | 1.° | 1.° | 1.° |
| Racing Club      | 4.° | 4.° | 4.° | 4.° | 4.° | 4.° |
| Unión            | 2.° | 2.° | 3.° | 2.° | 2.° | 3.° |

|  |

#### Resultados
| Fecha 1     | Fecha 1   | Fecha 1          | Fecha 1     | Fecha 1        | Fecha 1 |
| Local       | Resultado | Visitante        | Estadio     | Fecha          | Hora    |
| ----------- | --------- | ---------------- | ----------- | -------------- | ------- |
| Unión       | 0 - 0     | Arsenal          | 15 de Abril | 1 de noviembre | 14:00   |
| Racing Club | 1 - 4     | Atlético Tucumán | El Cilindro | 1 de noviembre | 16:15   |

| Fecha 2 | Fecha 2   | Fecha 2          | Fecha 2     | Fecha 2        | Fecha 2 |
| Local   | Resultado | Visitante        | Estadio     | Fecha          | Hora    |
| ------- | --------- | ---------------- | ----------- | -------------- | ------- |
| Arsenal | 1 - 2     | Atlético Tucumán | El Viaducto | 8 de noviembre | 11:00   |
| Unión   | 2 - 0     | Racing Club      | 15 de Abril | 8 de noviembre | 18:45   |

| Fecha 3          | Fecha 3   | Fecha 3   | Fecha 3                | Fecha 3         | Fecha 3 |
| Local            | Resultado | Visitante | Estadio                | Fecha           | Hora    |
| ---------------- | --------- | --------- | ---------------------- | --------------- | ------- |
| Atlético Tucumán | 3 - 1     | Unión     | Monumental José Fierro | 13 de noviembre | 21:15   |
| Racing Club      | 0 - 2     | Arsenal   | El Cilindro            | 14 de noviembre | 18:45   |

| Fecha 4          | Fecha 4   | Fecha 4     | Fecha 4                | Fecha 4         | Fecha 4 |
| Local            | Resultado | Visitante   | Estadio                | Fecha           | Hora    |
| ---------------- | --------- | ----------- | ---------------------- | --------------- | ------- |
| Atlético Tucumán | 2 - 0     | Racing Club | Monumental José Fierro | 19 de noviembre | 21:15   |
| Arsenal          | 2 - 3     | Unión       | El Viaducto            | 20 de noviembre | 17:10   |

| Fecha 5          | Fecha 5   | Fecha 5   | Fecha 5                | Fecha 5         | Fecha 5 |
| Local            | Resultado | Visitante | Estadio                | Fecha           | Hora    |
| ---------------- | --------- | --------- | ---------------------- | --------------- | ------- |
| Racing Club      | 1 - 0     | Unión     | El Cilindro            | 28 de noviembre | 17:10   |
| Atlético Tucumán | 3 - 2     | Arsenal   | Monumental José Fierro | 30 de noviembre | 19:20   |

| Fecha 6 | Fecha 6   | Fecha 6          | Fecha 6     | Fecha 6        | Fecha 6 |
| Local   | Resultado | Visitante        | Estadio     | Fecha          | Hora    |
| ------- | --------- | ---------------- | ----------- | -------------- | ------- |
| Arsenal | 1 - 0     | Racing Club      | El Viaducto | 5 de diciembre | 17:10   |
| Unión   | 3 - 5     | Atlético Tucumán | 15 de Abril | 5 de diciembre | 17:10   |

### Grupo B

#### Tabla de posiciones final
| Pos. | Equipo                | Pts. | PJ | PG | PE | PP | GF | GC | Dif. |
| ---- | --------------------- | ---- | -- | -- | -- | -- | -- | -- | ---- |
| 1.º  | Colón                 | 13   | 6  | 4  | 1  | 1  | 11 | 3  | 8    |
| 2.º  | Independiente         | 12   | 6  | 3  | 3  | 0  | 5  | 2  | 3    |
| 3.º  | Central Córdoba (SdE) | 5    | 6  | 1  | 2  | 3  | 5  | 9  | −4   |
| 4.º  | Defensa y Justicia    | 2    | 6  | 0  | 2  | 4  | 4  | 11 | −7   |

|  | Clasificados a la Fase Campeonato.      |
|  | Clasificados a la Fase Complementación. |

##### Evolución de las posiciones
| Equipo / Fecha        | 1   | 2   | 3   | 4   | 5   | 6   |
| --------------------- | --- | --- | --- | --- | --- | --- |
| Central Córdoba (SdE) | 3.° | 3.° | 4.° | 3.° | 3.° | 3.° |
| Colón                 | 1.° | 1.° | 1.° | 1.° | 1.° | 1.° |
| Defensa y Justicia    | 4.° | 4.° | 3.° | 4.° | 4.° | 4.° |
| Independiente         | 2.° | 2.° | 2.° | 2.° | 2.° | 2.° |

|  |

#### Resultados
| Fecha 1               | Fecha 1   | Fecha 1       | Fecha 1             | Fecha 1        | Fecha 1 |
| Local                 | Resultado | Visitante     | Estadio             | Fecha          | Hora    |
| --------------------- | --------- | ------------- | ------------------- | -------------- | ------- |
| Defensa y Justicia    | 0 - 3     | Colón         | Norberto Tomaghello | 1 de noviembre | 11:00   |
| Central Córdoba (SdE) | 0 - 1     | Independiente | Alfredo Terrera     | 1 de noviembre | 18:45   |

| Fecha 2               | Fecha 2   | Fecha 2            | Fecha 2                 | Fecha 2        | Fecha 2 |
| Local                 | Resultado | Visitante          | Estadio                 | Fecha          | Hora    |
| --------------------- | --------- | ------------------ | ----------------------- | -------------- | ------- |
| Independiente         | 1 - 1     | Colón              | Libertadores de América | 9 de noviembre | 17:00   |
| Central Córdoba (SdE) | 2 - 2     | Defensa y Justicia | Alfredo Terrera         | 9 de noviembre | 21:30   |

| Fecha 3            | Fecha 3   | Fecha 3               | Fecha 3                    | Fecha 3         | Fecha 3 |
| Local              | Resultado | Visitante             | Estadio                    | Fecha           | Hora    |
| ------------------ | --------- | --------------------- | -------------------------- | --------------- | ------- |
| Defensa y Justicia | 0 - 0     | Independiente         | Norberto Tomaghello        | 15 de noviembre | 18:45   |
| Colón              | 2 - 0     | Central Córdoba (SdE) | Brigadier Estanislao López | 16 de noviembre | 21:15   |

| Fecha 4       | Fecha 4   | Fecha 4               | Fecha 4                    | Fecha 4         | Fecha 4 |
| Local         | Resultado | Visitante             | Estadio                    | Fecha           | Hora    |
| ------------- | --------- | --------------------- | -------------------------- | --------------- | ------- |
| Colón         | 2 - 0     | Defensa y Justicia    | Brigadier Estanislao López | 21 de noviembre | 17:10   |
| Independiente | 0 - 0     | Central Córdoba (SdE) | Libertadores de América    | 21 de noviembre | 21:30   |

| Fecha 5            | Fecha 5   | Fecha 5               | Fecha 5                    | Fecha 5         | Fecha 5 |
| Local              | Resultado | Visitante             | Estadio                    | Fecha           | Hora    |
| ------------------ | --------- | --------------------- | -------------------------- | --------------- | ------- |
| Colón              | 1 - 2     | Independiente         | Brigadier Estanislao López | 28 de noviembre | 19:20   |
| Defensa y Justicia | 2 - 3     | Central Córdoba (SdE) | Norberto Tomaghello        | 29 de noviembre | 17:10   |

| Fecha 6               | Fecha 6   | Fecha 6            | Fecha 6                 | Fecha 6        | Fecha 6 |
| Local                 | Resultado | Visitante          | Estadio                 | Fecha          | Hora    |
| --------------------- | --------- | ------------------ | ----------------------- | -------------- | ------- |
| Central Córdoba (SdE) | 0 - 2     | Colón              | Alfredo Terrera         | 4 de diciembre | 19:20   |
| Independiente         | 1 - 0     | Defensa y Justicia | Libertadores de América | 6 de diciembre | 19:10   |

### Grupo C

#### Tabla de posiciones final
| Pos. | Equipo          | Pts. | PJ | PG | PE | PP | GF | GC | Dif. |
| ---- | --------------- | ---- | -- | -- | -- | -- | -- | -- | ---- |
| 1.º  | River Plate     | 15   | 6  | 5  | 0  | 1  | 11 | 5  | 6    |
| 2.º  | Banfield        | 11   | 6  | 3  | 2  | 1  | 9  | 6  | 3    |
| 3.º  | Rosario Central | 7    | 6  | 2  | 1  | 3  | 7  | 10 | −3   |
| 4.º  | Godoy Cruz      | 1    | 6  | 0  | 1  | 5  | 2  | 8  | −6   |

|  | Clasificados a la Fase Campeonato.      |
|  | Clasificados a la Fase Complementación. |

##### Evolución de las posiciones
| Equipo / Fecha  | 1   | 2   | 3   | 4   | 5   | 6   |
| --------------- | --- | --- | --- | --- | --- | --- |
| Banfield        | 1.° | 1.° | 1.° | 1.° | 2.° | 2.° |
| Godoy Cruz      | 3.° | 4.° | 4.° | 4.° | 4.° | 4.° |
| River Plate     | 4.° | 2.° | 2.° | 2.° | 1.° | 1.° |
| Rosario Central | 2.° | 3.° | 3.° | 3.° | 3.° | 3.° |

|  |

#### Resultados
| Fecha 1         | Fecha 1   | Fecha 1    | Fecha 1                 | Fecha 1        | Fecha 1 |
| Local           | Resultado | Visitante  | Estadio                 | Fecha          | Hora    |
| --------------- | --------- | ---------- | ----------------------- | -------------- | ------- |
| River Plate     | 1 - 3     | Banfield   | Libertadores de América | 1 de noviembre | 21:15   |
| Rosario Central | 2 - 1     | Godoy Cruz | Gigante de Arroyito     | 2 de noviembre | 21:15   |

| Fecha 2     | Fecha 2   | Fecha 2         | Fecha 2                 | Fecha 2        | Fecha 2 |
| Local       | Resultado | Visitante       | Estadio                 | Fecha          | Hora    |
| ----------- | --------- | --------------- | ----------------------- | -------------- | ------- |
| Banfield    | 1 - 0     | Godoy Cruz      | Florencio Sola          | 7 de noviembre | 16:00   |
| River Plate | 2 - 1     | Rosario Central | Libertadores de América | 7 de noviembre | 21:15   |

| Fecha 3         | Fecha 3   | Fecha 3     | Fecha 3             | Fecha 3         | Fecha 3 |
| Local           | Resultado | Visitante   | Estadio             | Fecha           | Hora    |
| --------------- | --------- | ----------- | ------------------- | --------------- | ------- |
| Rosario Central | 2 - 4     | Banfield    | Gigante de Arroyito | 13 de noviembre | 19:00   |
| Godoy Cruz      | 0 - 1     | River Plate | Malvinas Argentinas | 14 de noviembre | 21:15   |

| Fecha 4    | Fecha 4   | Fecha 4         | Fecha 4             | Fecha 4         | Fecha 4 |
| Local      | Resultado | Visitante       | Estadio             | Fecha           | Hora    |
| ---------- | --------- | --------------- | ------------------- | --------------- | ------- |
| Banfield   | 0 - 2     | River Plate     | Florencio Sola      | 20 de noviembre | 21:30   |
| Godoy Cruz | 0 - 1     | Rosario Central | Malvinas Argentinas | 23 de noviembre | 19:00   |

| Fecha 5         | Fecha 5   | Fecha 5     | Fecha 5             | Fecha 5         | Fecha 5 |
| Local           | Resultado | Visitante   | Estadio             | Fecha           | Hora    |
| --------------- | --------- | ----------- | ------------------- | --------------- | ------- |
| Godoy Cruz      | 0 - 0     | Banfield    | Malvinas Argentinas | 27 de noviembre | 19:20   |
| Rosario Central | 0 - 2     | River Plate | Gigante de Arroyito | 28 de noviembre | 21:30   |

| Fecha 6     | Fecha 6   | Fecha 6         | Fecha 6                 | Fecha 6        | Fecha 6 |
| Local       | Resultado | Visitante       | Estadio                 | Fecha          | Hora    |
| ----------- | --------- | --------------- | ----------------------- | -------------- | ------- |
| Banfield    | 1 - 1     | Rosario Central | Florencio Sola          | 4 de diciembre | 21:30   |
| River Plate | 3 - 1     | Godoy Cruz      | Libertadores de América | 5 de diciembre | 21:30   |

1. ↑  Reprogramado por la muerte de Diego Maradona. Se jugó el 28 de noviembre, a partir de las 21:30.

### Grupo D

#### Tabla de posiciones final
| Pos. | Equipo            | Pts. | PJ | PG | PE | PP | GF | GC | Dif. |
| ---- | ----------------- | ---- | -- | -- | -- | -- | -- | -- | ---- |
| 1.º  | Boca Juniors      | 10   | 6  | 3  | 1  | 2  | 7  | 4  | 3    |
| 2.º  | Talleres (C)      | 9    | 6  | 2  | 3  | 1  | 6  | 4  | 2    |
| 3.º  | Newell's Old Boys | 7    | 6  | 2  | 1  | 3  | 9  | 11 | −2   |
| 4.º  | Lanús             | 7    | 6  | 2  | 1  | 3  | 8  | 11 | −3   |

|  | Clasificados a la Fase Campeonato.      |
|  | Clasificados a la Fase Complementación. |

##### Evolución de las posiciones
| Equipo / Fecha    | 1   | 2   | 3   | 4   | 5   | 6   |
| ----------------- | --- | --- | --- | --- | --- | --- |
| Boca Juniors      | 2.° | 1.° | 2.° | 2.° | 1.° | 1.° |
| Lanús             | 3.° | 3.° | 4.° | 3.° | 3.° | 4.° |
| Newell's Old Boys | 4.° | 4.° | 3.° | 4.° | 4.° | 3.° |
| Talleres (C)      | 1.° | 2.° | 1.° | 1.° | 2.° | 2.° |

|  |

#### Resultados
| Fecha 1      | Fecha 1   | Fecha 1           | Fecha 1              | Fecha 1       | Fecha 1 |
| Local        | Resultado | Visitante         | Estadio              | Fecha         | Hora    |
| ------------ | --------- | ----------------- | -------------------- | ------------- | ------- |
| Talleres (C) | 3 - 1     | Newell's Old Boys | Mario Alberto Kempes | 30 de octubre | 21:15   |
| Lanús        | 1 - 2     | Boca Juniors      | Ciudad de Lanús      | 31 de octubre | 21:15   |

| Fecha 2           | Fecha 2   | Fecha 2      | Fecha 2              | Fecha 2        | Fecha 2 |
| Local             | Resultado | Visitante    | Estadio              | Fecha          | Hora    |
| ----------------- | --------- | ------------ | -------------------- | -------------- | ------- |
| Newell's Old Boys | 0 - 2     | Boca Juniors | Marcelo Bielsa       | 8 de noviembre | 21:15   |
| Talleres (C)      | 1 - 1     | Lanús        | Mario Alberto Kempes | 9 de noviembre | 19:15   |

| Fecha 3      | Fecha 3   | Fecha 3           | Fecha 3         | Fecha 3         | Fecha 3 |
| Local        | Resultado | Visitante         | Estadio         | Fecha           | Hora    |
| ------------ | --------- | ----------------- | --------------- | --------------- | ------- |
| Lanús        | 2 - 4     | Newell's Old Boys | Ciudad de Lanús | 14 de noviembre | 16:15   |
| Boca Juniors | 0 - 1     | Talleres (C)      | La Bombonera    | 15 de noviembre | 21:15   |

| Fecha 4           | Fecha 4   | Fecha 4      | Fecha 4        | Fecha 4         | Fecha 4 |
| Local             | Resultado | Visitante    | Estadio        | Fecha           | Hora    |
| ----------------- | --------- | ------------ | -------------- | --------------- | ------- |
| Boca Juniors      | 1 - 2     | Lanús        | La Bombonera   | 20 de noviembre | 19:20   |
| Newell's Old Boys | 1 - 1     | Talleres (C) | Marcelo Bielsa | 23 de noviembre | 21:15   |

| Fecha 5      | Fecha 5   | Fecha 5           | Fecha 5         | Fecha 5         | Fecha 5 |
| Local        | Resultado | Visitante         | Estadio         | Fecha           | Hora    |
| ------------ | --------- | ----------------- | --------------- | --------------- | ------- |
| Boca Juniors | 2 - 0     | Newell's Old Boys | La Bombonera    | 29 de noviembre | 19:20   |
| Lanús        | 1 - 0     | Talleres (C)      | Ciudad de Lanús | 29 de noviembre | 21:30   |

| Fecha 6           | Fecha 6   | Fecha 6      | Fecha 6              | Fecha 6        | Fecha 6 |
| Local             | Resultado | Visitante    | Estadio              | Fecha          | Hora    |
| ----------------- | --------- | ------------ | -------------------- | -------------- | ------- |
| Talleres (C)      | 0 - 0     | Boca Juniors | Mario Alberto Kempes | 6 de diciembre | 21:30   |
| Newell's Old Boys | 3 - 1     | Lanús        | Marcelo Bielsa       | 6 de diciembre | 21:30   |

### Grupo E

#### Tabla de posiciones final
| Pos. | Equipo             | Pts. | PJ | PG | PE | PP | GF | GC | Dif. |
| ---- | ------------------ | ---- | -- | -- | -- | -- | -- | -- | ---- |
| 1.º  | San Lorenzo        | 12   | 6  | 3  | 3  | 0  | 8  | 1  | 7    |
| 2.º  | Argentinos Juniors | 10   | 6  | 3  | 1  | 2  | 6  | 4  | 2    |
| 3.º  | Aldosivi           | 8    | 6  | 2  | 2  | 2  | 4  | 8  | −4   |
| 4.º  | Estudiantes (LP)   | 2    | 6  | 0  | 2  | 4  | 0  | 5  | −5   |

|  | Clasificados a la Fase Campeonato.      |
|  | Clasificados a la Fase Complementación. |

##### Evolución de las posiciones
| Equipo / Fecha     | 1   | 2   | 3   | 4   | 5   | 6   |
| ------------------ | --- | --- | --- | --- | --- | --- |
| Aldosivi           | 1.º | 2.º | 3.º | 2.º | 3.º | 3.º |
| Argentinos Juniors | 1.º | 3.º | 2.º | 3.º | 2.º | 2.º |
| Estudiantes (LP)   | 1.º | 4.º | 4.º | 4.º | 4.º | 4.º |
| San Lorenzo        | 1.º | 1.º | 1.º | 1.º | 1.º | 1.º |

|  |

#### Resultados
| Fecha 1            | Fecha 1   | Fecha 1          | Fecha 1                | Fecha 1       | Fecha 1 |
| Local              | Resultado | Visitante        | Estadio                | Fecha         | Hora    |
| ------------------ | --------- | ---------------- | ---------------------- | ------------- | ------- |
| Aldosivi           | 0 - 0     | Estudiantes (LP) | José María Minella     | 31 de octubre | 14:00   |
| Argentinos Juniors | 0 - 0     | San Lorenzo      | Diego Armando Maradona | 31 de octubre | 18:45   |

| Fecha 2            | Fecha 2   | Fecha 2          | Fecha 2                | Fecha 2        | Fecha 2 |
| Local              | Resultado | Visitante        | Estadio                | Fecha          | Hora    |
| ------------------ | --------- | ---------------- | ---------------------- | -------------- | ------- |
| Argentinos Juniors | 0 - 1     | Aldosivi         | Diego Armando Maradona | 6 de noviembre | 21:15   |
| San Lorenzo        | 2 - 0     | Estudiantes (LP) | Nuevo Gasómetro        | 7 de noviembre | 18:30   |

| Fecha 3          | Fecha 3   | Fecha 3            | Fecha 3            | Fecha 3         | Fecha 3 |
| Local            | Resultado | Visitante          | Estadio            | Fecha           | Hora    |
| ---------------- | --------- | ------------------ | ------------------ | --------------- | ------- |
| Aldosivi         | 1 - 4     | San Lorenzo        | José María Minella | 14 de noviembre | 14:00   |
| Estudiantes (LP) | 0 - 1     | Argentinos Juniors | Jorge Luis Hirschi | 15 de noviembre | 16:15   |

| Fecha 4          | Fecha 4   | Fecha 4            | Fecha 4            | Fecha 4         | Fecha 4 |
| Local            | Resultado | Visitante          | Estadio            | Fecha           | Hora    |
| ---------------- | --------- | ------------------ | ------------------ | --------------- | ------- |
| Estudiantes (LP) | 0 - 1     | Aldosivi           | Jorge Luis Hirschi | 22 de noviembre | 17:10   |
| San Lorenzo      | 2 - 0     | Argentinos Juniors | Nuevo Gasómetro    | 22 de noviembre | 21:30   |

| Fecha 5          | Fecha 5   | Fecha 5            | Fecha 5            | Fecha 5         | Fecha 5 |
| Local            | Resultado | Visitante          | Estadio            | Fecha           | Hora    |
| ---------------- | --------- | ------------------ | ------------------ | --------------- | ------- |
| Aldosivi         | 1 - 4     | Argentinos Juniors | José María Minella | 30 de noviembre | 17:10   |
| Estudiantes (LP) | 0 - 0     | San Lorenzo        | Jorge Luis Hirschi | 30 de noviembre | 21:30   |

| Fecha 6            | Fecha 6   | Fecha 6          | Fecha 6                | Fecha 6        | Fecha 6 |
| Local              | Resultado | Visitante        | Estadio                | Fecha          | Hora    |
| ------------------ | --------- | ---------------- | ---------------------- | -------------- | ------- |
| San Lorenzo        | 0 - 0     | Aldosivi         | Nuevo Gasómetro        | 7 de diciembre | 19:10   |
| Argentinos Juniors | 1 - 0     | Estudiantes (LP) | Diego Armando Maradona | 7 de diciembre | 19:10   |

### Grupo F

#### Tabla de posiciones final
| Pos. | Equipo                  | Pts. | PJ | PG | PE | PP | GF | GC | Dif. |
| ---- | ----------------------- | ---- | -- | -- | -- | -- | -- | -- | ---- |
| 1.º  | Huracán                 | 11   | 6  | 3  | 2  | 1  | 8  | 6  | 2    |
| 2.º  | Gimnasia y Esgrima (LP) | 9    | 6  | 2  | 3  | 1  | 8  | 5  | 3    |
| 3.º  | Vélez Sarsfield         | 9    | 6  | 2  | 3  | 1  | 6  | 5  | 1    |
| 4.º  | Patronato               | 2    | 6  | 0  | 2  | 4  | 1  | 7  | −6   |

|  | Clasificados a la Fase Campeonato.      |
|  | Clasificados a la Fase Complementación. |

##### Evolución de las posiciones
| Equipo / Fecha          | 1   | 2   | 3   | 4   | 5   | 6   |
| ----------------------- | --- | --- | --- | --- | --- | --- |
| Gimnasia y Esgrima (LP) | 1.º | 1.º | 3.º | 3.º | 2.º | 2.º |
| Huracán                 | 2.º | 2.º | 1.º | 2.º | 1.º | 1.º |
| Patronato               | 4.º | 4.º | 4.º | 4.º | 4.º | 4.º |
| Vélez Sarsfield         | 2.º | 3.º | 2.º | 1.º | 3.º | 3.º |

|  |

#### Resultados
| Fecha 1                 | Fecha 1   | Fecha 1   | Fecha 1         | Fecha 1       | Fecha 1 |
| Local                   | Resultado | Visitante | Estadio         | Fecha         | Hora    |
| ----------------------- | --------- | --------- | --------------- | ------------- | ------- |
| Gimnasia y Esgrima (LP) | 3 - 0     | Patronato | Del Bosque      | 30 de octubre | 19:00   |
| Vélez Sarsfield         | 1 - 1     | Huracán   | José Amalfitani | 31 de octubre | 16:15   |

| Fecha 2                 | Fecha 2   | Fecha 2         | Fecha 2                     | Fecha 2        | Fecha 2 |
| Local                   | Resultado | Visitante       | Estadio                     | Fecha          | Hora    |
| ----------------------- | --------- | --------------- | --------------------------- | -------------- | ------- |
| Patronato               | 1 - 2     | Huracán         | Presbítero Bartolomé Grella | 6 de noviembre | 19:00   |
| Gimnasia y Esgrima (LP) | 2 - 2     | Vélez Sarsfield | Del Bosque                  | 8 de noviembre | 16:15   |

| Fecha 3         | Fecha 3   | Fecha 3                 | Fecha 3         | Fecha 3         | Fecha 3 |
| Local           | Resultado | Visitante               | Estadio         | Fecha           | Hora    |
| --------------- | --------- | ----------------------- | --------------- | --------------- | ------- |
| Huracán         | 3 - 2     | Gimnasia y Esgrima (LP) | Tomás A. Ducó   | 15 de noviembre | 14:00   |
| Vélez Sarsfield | 1 - 0     | Patronato               | José Amalfitani | 16 de noviembre | 19:00   |

| Fecha 4   | Fecha 4   | Fecha 4                 | Fecha 4                     | Fecha 4         | Fecha 4 |
| Local     | Resultado | Visitante               | Estadio                     | Fecha           | Hora    |
| --------- | --------- | ----------------------- | --------------------------- | --------------- | ------- |
| Huracán   | 1 - 2     | Vélez Sarsfield         | Tomás A. Ducó               | 21 de noviembre | 19:20   |
| Patronato | 0 - 0     | Gimnasia y Esgrima (LP) | Presbítero Bartolomé Grella | 22 de noviembre | 19:20   |

| Fecha 5         | Fecha 5   | Fecha 5                 | Fecha 5         | Fecha 5         | Fecha 5 |
| Local           | Resultado | Visitante               | Estadio         | Fecha           | Hora    |
| --------------- | --------- | ----------------------- | --------------- | --------------- | ------- |
| Huracán         | 1 - 0     | Patronato               | Tomás A. Ducó   | 27 de noviembre | 17:10   |
| Vélez Sarsfield | 0 - 1     | Gimnasia y Esgrima (LP) | José Amalfitani | 27 de noviembre | 21:30   |

| Fecha 6                 | Fecha 6   | Fecha 6         | Fecha 6                     | Fecha 6        | Fecha 6 |
| Local                   | Resultado | Visitante       | Estadio                     | Fecha          | Hora    |
| ----------------------- | --------- | --------------- | --------------------------- | -------------- | ------- |
| Gimnasia y Esgrima (LP) | 0 - 0     | Huracán         | Del Bosque                  | 5 de diciembre | 19:20   |
| Patronato               | 0 - 0     | Vélez Sarsfield | Presbítero Bartolomé Grella | 5 de diciembre | 19:20   |

1. ↑  Reprogramado por la muerte de Diego Maradona. Se jugó el 29 de noviembre, a partir de las 21:30.
2. ↑  Reprogramado por la muerte de Diego Maradona. Se jugó el 28 de noviembre, a partir de las 19:20.

## Fase Campeonato

### Grupo A

#### Tabla de posiciones final
| Pos. | Equipo             | Pts. | PJ | PG | PE | PP | GF | GC | Dif. |
| ---- | ------------------ | ---- | -- | -- | -- | -- | -- | -- | ---- |
| 1.º  | Boca Juniors (C)   | 9    | 5  | 2  | 3  | 0  | 10 | 6  | 4    |
| 2.º  | River Plate        | 8    | 5  | 2  | 2  | 1  | 8  | 7  | 1    |
| 3.º  | Argentinos Juniors | 8    | 5  | 2  | 2  | 1  | 5  | 5  | 0    |
| 4.º  | Arsenal            | 7    | 5  | 2  | 1  | 2  | 7  | 7  | 0    |
| 5.º  | Independiente      | 6    | 5  | 2  | 0  | 3  | 10 | 9  | 1    |
| 6.º  | Huracán            | 3    | 5  | 1  | 0  | 4  | 4  | 10 | −6   |

|  | Clasificado a la Final por el título de campeón. |

##### Evolución de las posiciones
| Equipo / Fecha     | 1   | 2   | 3   | 4   | 5   |
| ------------------ | --- | --- | --- | --- | --- |
| Argentinos Juniors | 2.º | 3.º | 3.º | 3.º | 3.º |
| Arsenal            | 2.º | 5.º | 6.º | 4.º | 4.º |
| Boca Juniors       | 2.º | 2.º | 1.º | 1.º | 1.º |
| Huracán            | 1.º | 4.º | 5.º | 6.º | 6.º |
| Independiente      | 6.º | 6.º | 4.º | 5.º | 5.º |
| River Plate        | 2.º | 1.º | 2.º | 2.º | 2.º |

|  |

#### Resultados
| Fecha 1      | Fecha 1   | Fecha 1            | Fecha 1                 | Fecha 1         | Fecha 1 |
| Local        | Resultado | Visitante          | Estadio                 | Fecha           | Hora    |
| ------------ | --------- | ------------------ | ----------------------- | --------------- | ------- |
| Boca Juniors | 1 - 1     | Arsenal            | La Bombonera            | 12 de diciembre | 19:20   |
| River Plate  | 1 - 1     | Argentinos Juniors | Libertadores de América | 13 de diciembre | 19:20   |
| Huracán      | 3 - 2     | Independiente      | Tomás A. Ducó           | 13 de diciembre | 21:30   |

| Fecha 2       | Fecha 2   | Fecha 2            | Fecha 2                 | Fecha 2         | Fecha 2 |
| Local         | Resultado | Visitante          | Estadio                 | Fecha           | Hora    |
| ------------- | --------- | ------------------ | ----------------------- | --------------- | ------- |
| Arsenal       | 0 - 1     | Argentinos Juniors | El Viaducto             | 18 de diciembre | 21:10   |
| Independiente | 1 - 2     | Boca Juniors       | Libertadores de América | 20 de diciembre | 19:20   |
| Huracán       | 1 - 3     | River Plate        | Tomás A. Ducó           | 20 de diciembre | 21:30   |

| Fecha 3            | Fecha 3   | Fecha 3       | Fecha 3                 | Fecha 3         | Fecha 3 |
| Local              | Resultado | Visitante     | Estadio                 | Fecha           | Hora    |
| ------------------ | --------- | ------------- | ----------------------- | --------------- | ------- |
| Boca Juniors       | 3 - 0     | Huracán       | La Bombonera            | 27 de diciembre | 19:20   |
| River Plate        | 2 - 1     | Arsenal       | Libertadores de América | 27 de diciembre | 21:30   |
| Argentinos Juniors | 0 - 2     | Independiente | Diego Armando Maradona  | 28 de diciembre | 19:20   |

| Fecha 4       | Fecha 4   | Fecha 4            | Fecha 4                 | Fecha 4    | Fecha 4 |
| Local         | Resultado | Visitante          | Estadio                 | Fecha      | Hora    |
| ------------- | --------- | ------------------ | ----------------------- | ---------- | ------- |
| Boca Juniors  | 2 - 2     | River Plate        | La Bombonera            | 2 de enero | 21:30   |
| Independiente | 3 - 4     | Arsenal            | Libertadores de América | 3 de enero | 17:10   |
| Huracán       | 0 - 1     | Argentinos Juniors | Tomás A. Ducó           | 5 de enero | 19:20   |

| Fecha 5            | Fecha 5   | Fecha 5       | Fecha 5                | Fecha 5     | Fecha 5 |
| Local              | Resultado | Visitante     | Estadio                | Fecha       | Hora    |
| ------------------ | --------- | ------------- | ---------------------- | ----------- | ------- |
| River Plate        | 0 - 2     | Independiente | Florencio Sola         | 9 de enero  | 21:30   |
| Argentinos Juniors | 2 - 2     | Boca Juniors  | Diego Armando Maradona | 9 de enero  | 21:30   |
| Arsenal            | 1 - 0     | Huracán       | El Viaducto            | 10 de enero | 19:20   |

### Grupo B

#### Tabla de posiciones final
| Pos. | Equipo                  | Pts. | PJ | PG | PE | PP | GF | GC | Dif. |
| ---- | ----------------------- | ---- | -- | -- | -- | -- | -- | -- | ---- |
| 1.º  | Banfield                | 12   | 5  | 4  | 0  | 1  | 12 | 6  | 6    |
| 2.º  | Talleres (C)            | 11   | 5  | 3  | 2  | 0  | 10 | 6  | 4    |
| 3.º  | Gimnasia y Esgrima (LP) | 7    | 5  | 2  | 1  | 2  | 7  | 6  | 1    |
| 4.º  | Colón                   | 4    | 5  | 1  | 1  | 3  | 6  | 8  | −2   |
| 5.º  | San Lorenzo             | 4    | 5  | 1  | 1  | 3  | 7  | 11 | −4   |
| 6.º  | Atlético Tucumán        | 4    | 5  | 1  | 1  | 3  | 3  | 8  | −5   |

|  | Clasificado a la Final por el título de campeón. |

##### Evolución de las posiciones
| Equipo / Fecha          | 1   | 2   | 3   | 4   | 5   |
| ----------------------- | --- | --- | --- | --- | --- |
| Atlético Tucumán        | 4.º | 6.º | 6.º | 6.º | 6.º |
| Banfield                | 1.º | 1.º | 1.º | 1.º | 1.º |
| Colón                   | 4.º | 4.º | 5.º | 5.º | 4.º |
| Gimnasia y Esgrima (LP) | 1.º | 3.º | 3.º | 3.º | 3.º |
| San Lorenzo             | 4.º | 4.º | 4.º | 4.º | 5.º |
| Talleres (C)            | 1.º | 2.º | 2.º | 2.º | 2.º |

|  |

#### Resultados
| Fecha 1          | Fecha 1   | Fecha 1                 | Fecha 1                 | Fecha 1         | Fecha 1 |
| Local            | Resultado | Visitante               | Estadio                 | Fecha           | Hora    |
| ---------------- | --------- | ----------------------- | ----------------------- | --------------- | ------- |
| Colón            | 0 - 2     | Gimnasia y Esgrima (LP) | Brigadier General López | 12 de diciembre | 17:10   |
| San Lorenzo      | 0 - 2     | Talleres (C)            | Nuevo Gasómetro         | 12 de diciembre | 21:30   |
| Atlético Tucumán | 0 - 2     | Banfield                | Monumental José Fierro  | 14 de diciembre | 21:30   |

| Fecha 2      | Fecha 2   | Fecha 2                 | Fecha 2              | Fecha 2         | Fecha 2 |
| Local        | Resultado | Visitante               | Estadio              | Fecha           | Hora    |
| ------------ | --------- | ----------------------- | -------------------- | --------------- | ------- |
| San Lorenzo  | 2 - 2     | Colón                   | Nuevo Gasómetro      | 19 de diciembre | 19:20   |
| Talleres (C) | 1 - 1     | Atlético Tucumán        | Mario Alberto Kempes | 19 de diciembre | 21:30   |
| Banfield     | 2 - 1     | Gimnasia y Esgrima (LP) | Florencio Sola       | 21 de diciembre | 21:30   |

| Fecha 3                 | Fecha 3   | Fecha 3      | Fecha 3                 | Fecha 3         | Fecha 3 |
| Local                   | Resultado | Visitante    | Estadio                 | Fecha           | Hora    |
| ----------------------- | --------- | ------------ | ----------------------- | --------------- | ------- |
| Colón                   | 1 - 2     | Banfield     | Brigadier General López | 28 de diciembre | 21:30   |
| Gimnasia y Esgrima (LP) | 2 - 2     | Talleres (C) | Del Bosque              | 28 de diciembre | 21:30   |
| Atlético Tucumán        | 1 - 3     | San Lorenzo  | Monumental José Fierro  | 29 de diciembre | 21:30   |

| Fecha 4          | Fecha 4   | Fecha 4                 | Fecha 4                | Fecha 4    | Fecha 4 |
| Local            | Resultado | Visitante               | Estadio                | Fecha      | Hora    |
| ---------------- | --------- | ----------------------- | ---------------------- | ---------- | ------- |
| San Lorenzo      | 1 - 2     | Gimnasia y Esgrima (LP) | Nuevo Gasómetro        | 4 de enero | 19:20   |
| Talleres (C)     | 3 - 2     | Banfield                | Mario Alberto Kempes   | 4 de enero | 21:30   |
| Atlético Tucumán | 0 - 2     | Colón                   | Monumental José Fierro | 5 de enero | 21:30   |

| Fecha 5                 | Fecha 5   | Fecha 5          | Fecha 5                 | Fecha 5     | Fecha 5 |
| Local                   | Resultado | Visitante        | Estadio                 | Fecha       | Hora    |
| ----------------------- | --------- | ---------------- | ----------------------- | ----------- | ------- |
| Colón                   | 1 - 2     | Talleres (C)     | Brigadier General López | 10 de enero | 21:30   |
| Banfield                | 4 - 1     | San Lorenzo      | Florencio Sola          | 10 de enero | 21:30   |
| Gimnasia y Esgrima (LP) | 0 - 1     | Atlético Tucumán | Del Bosque              | 10 de enero | 21:30   |

### Final
La disputaron los equipos que ocuparon el primer puesto en cada grupo. Boca Juniors fue campeón del torneo. Como ya estaba clasificado a la Copa Libertadores 2021 por ser el campeón de la Superliga 2019-20, se le otorgó un cupo a la Copa Sudamericana 2022. El perdedor, Banfield, disputó otro cupo en la Copa Sudamericana 2022 con Vélez Sarsfield, ganador de la Fase Complementación.
| 17 de enero de 2021, 22:10 (UTC-3) | Boca Juniors                                    | 1:1 (0:0) (5:3 p.)         | Banfield                              | Estadio San Juan del Bicentenario, Gran San Juan |                           |
|                                    | Cardona 64'                                     | Reporte                    | Lollo 90+6'                           | Árbitro(s): Facundo Tello                        | Árbitro(s): Facundo Tello |
|                                    |                                                 | Tiros desde el punto penal |                                       |                                                  |                           |
|                                    | Tévez · Villa · Salvio · Izquierdoz · Buffarini |                            | Lollo · Fontana · Rodríguez · Álvarez |                                                  |                           |

#### Ficha del partido
| 1          | Guardameta     | Esteban Andrada    |     |
| 4          | Defensa        | Julio Buffarini    |     |
| 5          | Defensa        | Carlos Zambrano    |     |
| 24         | Defensa        | Carlos Izquierdoz  |     |
| 3          | Defensa        | Emmanuel Mas       |     |
| 22         | Centrocampista | Sebastián Villa    |     |
| 14         | Centrocampista | Nicolás Capaldo    |     |
| 21         | Centrocampista | Jorman Campuzano   | 61' |
| 8          | Centrocampista | Edwin Cardona      | 67' |
| 19         | Delantero      | Mauro Zárate       | 85' |
| 9          | Delantero      | Ramón Ábila        | 84' |
| Entrenador | Entrenador     | Miguel Ángel Russo |     |

| 1          | Guardameta     | Iván Arboleda      |       |
| 32         | Defensa        | Emanuel Coronel    |       |
| 2          | Defensa        | Alexis Maldonado   |       |
| 6          | Defensa        | Luciano Lollo      |       |
| 3          | Defensa        | Claudio Bravo      | 90+4' |
| 17         | Centrocampista | Mauricio Cuero     | 79'   |
| 21         | Centrocampista | Martín Payero      |       |
| 30         | Centrocampista | Jorge Rodríguez    |       |
| 18         | Centrocampista | Giuliano Galoppo   | 78'   |
| 7          | Centrocampista | Fabián Bordagaray  | 65'   |
| 9          | Delantero      | Agustín Fontana    |       |
| Entrenador | Entrenador     | Javier Sanguinetti |       |

| 23 | Centrocampista | Diego González | 61' |
| 11 | Centrocampista | Eduardo Salvio | 67' |
| 10 | Delantero      | Carlos Tévez   | 84' |
| 33 | Centrocampista | Alan Varela    | 85' |

| 22 | Centrocampista | Juan Pablo Álvarez | 65'   |
| 29 | Delantero      | Luciano Pons       | 78'   |
| 11 | Centrocampista | Agustín Urzi       | 79'   |
| 31 | Delantero      | Mauricio Asenjo    | 90+4' |

| Anotado | 64' | Edwin Cardona | 1-0 |

| Anotado | 90+6' | Luciano Lollo | 1-1 |

| Carlos Tévez      | Acierto de penal | 1:0 |                  |                    |
|                   |                  | 1:1 | Acierto de penal | Luciano Lollo      |
| Sebastián Villa   | Acierto de penal | 2:1 |                  |                    |
|                   |                  | 2:2 | Acierto de penal | Agustín Fontana    |
| Eduardo Salvio    | Acierto de penal | 3:2 |                  |                    |
|                   |                  | 3:2 | Fallo de penal   | Jorge Rodríguez    |
| Carlos Izquierdoz | Acierto de penal | 4:2 |                  |                    |
|                   |                  | 4:3 | Acierto de penal | Juan Pablo Álvarez |
| Julio Buffarini   | Acierto de penal | 5:3 |                  |                    |

| Amonestado | 40'   | Julio Buffarini |
| Amonestado | 88'   | Sebastián Villa |
| Amonestado | 90+6' | Eduardo Salvio  |

| Amonestado | 58' | Claudio Bravo |

| Otorgado · Otorgado otra vez · Expulsado | 72', 87' | Emmanuel Mas |

| Árbitro             | Facundo Tello      |
| Árbitros asistentes | Juan Pablo Belatti |
| Árbitros asistentes | Hernán Maidana     |
| Cuarto árbitro      | Nicolás Lamolina   |

| 1          | Guardameta     | Esteban Andrada    |     |
| 4          | Defensa        | Julio Buffarini    |     |
| 5          | Defensa        | Carlos Zambrano    |     |
| 24         | Defensa        | Carlos Izquierdoz  |     |
| 3          | Defensa        | Emmanuel Mas       |     |
| 22         | Centrocampista | Sebastián Villa    |     |
| 14         | Centrocampista | Nicolás Capaldo    |     |
| 21         | Centrocampista | Jorman Campuzano   | 61' |
| 8          | Centrocampista | Edwin Cardona      | 67' |
| 19         | Delantero      | Mauro Zárate       | 85' |
| 9          | Delantero      | Ramón Ábila        | 84' |
| Entrenador | Entrenador     | Miguel Ángel Russo |     |

| 1          | Guardameta     | Iván Arboleda      |       |
| 32         | Defensa        | Emanuel Coronel    |       |
| 2          | Defensa        | Alexis Maldonado   |       |
| 6          | Defensa        | Luciano Lollo      |       |
| 3          | Defensa        | Claudio Bravo      | 90+4' |
| 17         | Centrocampista | Mauricio Cuero     | 79'   |
| 21         | Centrocampista | Martín Payero      |       |
| 30         | Centrocampista | Jorge Rodríguez    |       |
| 18         | Centrocampista | Giuliano Galoppo   | 78'   |
| 7          | Centrocampista | Fabián Bordagaray  | 65'   |
| 9          | Delantero      | Agustín Fontana    |       |
| Entrenador | Entrenador     | Javier Sanguinetti |       |

| 23 | Centrocampista | Diego González | 61' |
| 11 | Centrocampista | Eduardo Salvio | 67' |
| 10 | Delantero      | Carlos Tévez   | 84' |
| 33 | Centrocampista | Alan Varela    | 85' |

| 22 | Centrocampista | Juan Pablo Álvarez | 65'   |
| 29 | Delantero      | Luciano Pons       | 78'   |
| 11 | Centrocampista | Agustín Urzi       | 79'   |
| 31 | Delantero      | Mauricio Asenjo    | 90+4' |

| Anotado | 64' | Edwin Cardona | 1-0 |

| Anotado | 90+6' | Luciano Lollo | 1-1 |

| Carlos Tévez      | Acierto de penal | 1:0 |                  |                    |
|                   |                  | 1:1 | Acierto de penal | Luciano Lollo      |
| Sebastián Villa   | Acierto de penal | 2:1 |                  |                    |
|                   |                  | 2:2 | Acierto de penal | Agustín Fontana    |
| Eduardo Salvio    | Acierto de penal | 3:2 |                  |                    |
|                   |                  | 3:2 | Fallo de penal   | Jorge Rodríguez    |
| Carlos Izquierdoz | Acierto de penal | 4:2 |                  |                    |
|                   |                  | 4:3 | Acierto de penal | Juan Pablo Álvarez |
| Julio Buffarini   | Acierto de penal | 5:3 |                  |                    |

| Amonestado | 40'   | Julio Buffarini |
| Amonestado | 88'   | Sebastián Villa |
| Amonestado | 90+6' | Eduardo Salvio  |

| Amonestado | 58' | Claudio Bravo |

| Otorgado · Otorgado otra vez · Expulsado | 72', 87' | Emmanuel Mas |

| Árbitro             | Facundo Tello      |
| Árbitros asistentes | Juan Pablo Belatti |
| Árbitros asistentes | Hernán Maidana     |
| Cuarto árbitro      | Nicolás Lamolina   |

## Fase Complementación

### Grupo A

#### Tabla de posiciones final
| Pos. | Equipo             | Pts. | PJ | PG | PE | PP | GF | GC | Dif. |
| ---- | ------------------ | ---- | -- | -- | -- | -- | -- | -- | ---- |
| 1.º  | Rosario Central    | 10   | 5  | 3  | 1  | 1  | 10 | 4  | 6    |
| 2.º  | Lanús              | 8    | 5  | 2  | 2  | 1  | 6  | 5  | 1    |
| 3.º  | Defensa y Justicia | 8    | 5  | 2  | 2  | 1  | 10 | 10 | 0    |
| 4.º  | Unión              | 7    | 5  | 2  | 1  | 2  | 9  | 8  | 1    |
| 5.º  | Aldosivi           | 4    | 5  | 1  | 1  | 3  | 7  | 10 | −3   |
| 6.º  | Patronato          | 4    | 5  | 1  | 1  | 3  | 4  | 9  | −5   |

|  | Clasificado a la final, cuyo ganador luego jugará por una plaza en la Copa Sudamericana 2022. |

##### Evolución de las posiciones
| Equipo / Fecha     | 1   | 2   | 3   | 4   | 5   |
| ------------------ | --- | --- | --- | --- | --- |
| Aldosivi           | 4.º | 4.º | 5.º | 5.º | 5.º |
| Defensa y Justicia | 2.º | 2.º | 2.º | 3.º | 3.º |
| Lanús              | 3.º | 3.º | 4.º | 4.º | 2.º |
| Patronato          | 6.º | 6.º | 6.º | 6.º | 6.º |
| Rosario Central    | 1.º | 1.º | 1.º | 1.º | 1.º |
| Unión              | 5.º | 5.º | 3.º | 2.º | 4.º |

|  |

#### Resultados
| Fecha 1         | Fecha 1   | Fecha 1            | Fecha 1             | Fecha 1         | Fecha 1 |
| Local           | Resultado | Visitante          | Estadio             | Fecha           | Hora    |
| --------------- | --------- | ------------------ | ------------------- | --------------- | ------- |
| Unión           | 1 - 3     | Defensa y Justicia | 15 de Abril         | 13 de diciembre | 17:10   |
| Aldosivi        | 1 - 2     | Lanús              | José María Minella  | 13 de diciembre | 17:10   |
| Rosario Central | 4 - 0     | Patronato          | Gigante de Arroyito | 14 de diciembre | 17:10   |

| Fecha 2         | Fecha 2   | Fecha 2            | Fecha 2                     | Fecha 2         | Fecha 2 |
| Local           | Resultado | Visitante          | Estadio                     | Fecha           | Hora    |
| --------------- | --------- | ------------------ | --------------------------- | --------------- | ------- |
| Patronato       | 0 - 1     | Aldosivi           | Presbítero Bartolomé Grella | 19 de diciembre | 17:10   |
| Lanús           | 1 - 1     | Defensa y Justicia | Ciudad de Lanús             | 20 de diciembre | 17:10   |
| Rosario Central | 2 - 2     | Unión              | Gigante de Arroyito         | 21 de diciembre | 19:20   |

| Fecha 3            | Fecha 3   | Fecha 3         | Fecha 3             | Fecha 3         | Fecha 3 |
| Local              | Resultado | Visitante       | Estadio             | Fecha           | Hora    |
| ------------------ | --------- | --------------- | ------------------- | --------------- | ------- |
| Defensa y Justicia | 2 - 1     | Patronato       | Norberto Tomaghello | 27 de diciembre | 17:10   |
| Aldosivi           | 0 - 1     | Rosario Central | José María Minella  | 29 de diciembre | 17:10   |
| Unión              | 2 - 0     | Lanús           | 15 de Abril         | 29 de diciembre | 19:20   |

| Fecha 4         | Fecha 4   | Fecha 4            | Fecha 4                     | Fecha 4    | Fecha 4 |
| Local           | Resultado | Visitante          | Estadio                     | Fecha      | Hora    |
| --------------- | --------- | ------------------ | --------------------------- | ---------- | ------- |
| Rosario Central | 3 - 0     | Defensa y Justicia | Gigante de Arroyito         | 2 de enero | 17:30   |
| Patronato       | 1 - 1     | Lanús              | Presbítero Bartolomé Grella | 3 de enero | 19:20   |
| Aldosivi        | 1 - 3     | Unión              | José María Minella          | 4 de enero | 17:10   |

| Fecha 5            | Fecha 5   | Fecha 5         | Fecha 5         | Fecha 5     | Fecha 5 |
| Local              | Resultado | Visitante       | Estadio         | Fecha       | Hora    |
| ------------------ | --------- | --------------- | --------------- | ----------- | ------- |
| Unión              | 1 - 2     | Patronato       | 15 de Abril     | 9 de enero  | 17:10   |
| Lanús              | 2 - 0     | Rosario Central | Ciudad de Lanús | 9 de enero  | 17:10   |
| Defensa y Justicia | 4 - 4     | Aldosivi        | El Viaducto     | 10 de enero | 17:10   |

1. ↑  Suspendido debido a casos de covid-19 en el plantel de Defensa y Justicia. Se jugó el 14 de enero, a partir de las 17:45.[35]

### Grupo B

#### Tabla de posiciones final
| Pos. | Equipo                | Pts. | PJ | PG | PE | PP | GF | GC | Dif. |
| ---- | --------------------- | ---- | -- | -- | -- | -- | -- | -- | ---- |
| 1.º  | Vélez Sarsfield       | 12   | 5  | 4  | 0  | 1  | 10 | 6  | 4    |
| 2.º  | Newell's Old Boys     | 9    | 5  | 3  | 0  | 2  | 8  | 5  | 3    |
| 3.º  | Racing Club           | 8    | 5  | 2  | 2  | 1  | 13 | 7  | 6    |
| 4.º  | Central Córdoba (SdE) | 5    | 5  | 1  | 2  | 2  | 6  | 9  | −3   |
| 5.º  | Estudiantes (LP)      | 4    | 5  | 1  | 1  | 3  | 5  | 7  | −2   |
| 6.º  | Godoy Cruz            | 4    | 5  | 1  | 1  | 3  | 5  | 13 | −8   |

|  | Clasificado a la final, cuyo ganador luego jugará por una plaza en la Copa Sudamericana 2022. |

##### Evolución de las posiciones
| Equipo / Fecha        | 1   | 2   | 3   | 4   | 5   |
| --------------------- | --- | --- | --- | --- | --- |
| Central Córdoba (SdE) | 3.º | 5.º | 5.º | 6.º | 4.º |
| Estudiantes (LP)      | 6.º | 4.º | 4.º | 4.º | 5.º |
| Godoy Cruz            | 3.º | 6.º | 6.º | 5.º | 6.º |
| Newell's Old Boys     | 2.º | 1.º | 1.º | 1.º | 2.º |
| Racing Club           | 5.º | 3.º | 3.º | 3.º | 3.º |
| Vélez Sarsfield       | 1.º | 2.º | 2.º | 2.º | 1.º |

|  |

#### Resultados
| Fecha 1               | Fecha 1   | Fecha 1          | Fecha 1         | Fecha 1         | Fecha 1 |
| Local                 | Resultado | Visitante        | Estadio         | Fecha           | Hora    |
| --------------------- | --------- | ---------------- | --------------- | --------------- | ------- |
| Vélez Sarsfield       | 2 - 1     | Racing Club      | José Amalfitani | 11 de diciembre | 21:10   |
| Newell's Old Boys     | 1 - 0     | Estudiantes (LP) | Marcelo Bielsa  | 12 de diciembre | 17:10   |
| Central Córdoba (SdE) | 1 - 1     | Godoy Cruz       | Alfredo Terrera | 14 de diciembre | 19:20   |

| Fecha 2               | Fecha 2   | Fecha 2           | Fecha 2             | Fecha 2         | Fecha 2 |
| Local                 | Resultado | Visitante         | Estadio             | Fecha           | Hora    |
| --------------------- | --------- | ----------------- | ------------------- | --------------- | ------- |
| Godoy Cruz            | 0 - 3     | Newell's Old Boys | Malvinas Argentinas | 19 de diciembre | 19:20   |
| Estudiantes (LP)      | 1 - 1     | Racing Club       | Jorge Luis Hirschi  | 20 de diciembre | 19:20   |
| Central Córdoba (SdE) | 0 - 2     | Vélez Sarsfield   | Alfredo Terrera     | 21 de diciembre | 19:20   |

| Fecha 3           | Fecha 3   | Fecha 3               | Fecha 3         | Fecha 3         | Fecha 3 |
| Local             | Resultado | Visitante             | Estadio         | Fecha           | Hora    |
| ----------------- | --------- | --------------------- | --------------- | --------------- | ------- |
| Racing Club       | 6 - 1     | Godoy Cruz            | El Cilindro     | 27 de diciembre | 17:10   |
| Newell's Old Boys | 3 - 1     | Central Córdoba (SdE) | Marcelo Bielsa  | 28 de diciembre | 17:10   |
| Vélez Sarsfield   | 2 - 3     | Estudiantes (LP)      | José Amalfitani | 28 de diciembre | 19:20   |

| Fecha 4               | Fecha 4   | Fecha 4          | Fecha 4             | Fecha 4    | Fecha 4 |
| Local                 | Resultado | Visitante        | Estadio             | Fecha      | Hora    |
| --------------------- | --------- | ---------------- | ------------------- | ---------- | ------- |
| Newell's Old Boys     | 0 - 1     | Vélez Sarsfield  | Marcelo Bielsa      | 3 de enero | 19:20   |
| Central Córdoba (SdE) | 2 - 2     | Racing Club      | Alfredo Terrera     | 3 de enero | 21:30   |
| Godoy Cruz            | 1 - 0     | Estudiantes (LP) | Malvinas Argentinas | 5 de enero | 19:20   |

| Fecha 5          | Fecha 5   | Fecha 5               | Fecha 5            | Fecha 5     | Fecha 5 |
| Local            | Resultado | Visitante             | Estadio            | Fecha       | Hora    |
| ---------------- | --------- | --------------------- | ------------------ | ----------- | ------- |
| Vélez Sarsfield  | 3 - 2     | Godoy Cruz            | José Amalfitani    | 9 de enero  | 19:20   |
| Racing Club      | 3 - 1     | Newell's Old Boys     | El Cilindro        | 9 de enero  | 19:20   |
| Estudiantes (LP) | 1 - 2     | Central Córdoba (SdE) | Jorge Luis Hirschi | 11 de enero | 21:30   |

### Final
La disputaron los dos equipos que ocuparon el primer puesto en cada zona. El ganador jugó contra el perdedor de la final de la Fase Campeón, por un cupo en la Copa Sudamericana 2022.
| 16 de enero de 2021, 22:10 (UTC-3) | Rosario Central | 1:3 (1:1) | Vélez Sarsfield                          | Estadio San Juan del Bicentenario, Gran San Juan |                              |
|                                    | Marinelli 26'   | Reporte   | Centurión 9' · Almada 80' · Monzón 90+2' | Árbitro(s): Patricio Loustau                     | Árbitro(s): Patricio Loustau |

## Partido Clasificatorio a la Copa Sudamericana 2022
La disputaron el perdedor de la final de la Fase Campeonato y el ganador de la Fase Complementación.
| 31 de marzo de 2021, 20:15 (UTC-3) | Banfield                   | 3:2 (2:1) | Vélez Sarsfield           | Estadio San Juan del Bicentenario, Gran San Juan |                                |
|                                    | Pons 13' 21' · Cabrera 72' | Reporte   | Janson 26' · Orellano 51' | Árbitro(s): Fernando Rapallini                   | Árbitro(s): Fernando Rapallini |

Banfield clasificó a la Copa Sudamericana 2022

## Goleadores
| Jugador            | Equipo             | Goles | Jugada | Cabeza | T. libre | Penal | PJ |
| ------------------ | ------------------ | ----- | ------ | ------ | -------- | ----- | -- |
| Ramón Ábila        | Boca Juniors       | 6     | 5      | 1      | 0        | 0     | 9  |
| Miguel Merentiel   | Defensa y Justicia | 6     | 6      | 0      | 0        | 0     | 10 |
| Luis Rodríguez     | Colón              | 6     | 5      | 0      | 0        | 1     | 10 |
| Agustín Fontana    | Banfield           | 5     | 3      | 2      | 0        | 0     | 12 |
| Giuliano Galoppo   | Banfield           | 5     | 1      | 4      | 0        | 0     | 13 |
| Alan Marinelli     | Rosario Central    | 5     | 5      | 0      | 0        | 0     | 7  |
| Sebastián Palacios | Newell's Old Boys  | 5     | 5      | 0      | 0        | 0     | 11 |
| Emiliano Vecchio   | Rosario Central    | 5     | 2      | 0      | 0        | 3     | 12 |
| Alan Velasco       | Independiente      | 5     | 5      | 0      | 0        | 0     | 9  |

## Entrenadores
| Listado de entrenadores | Listado de entrenadores                                | Listado de entrenadores |
| Equipo                  | Entrenador/es                                          | Fechas                  |
| ----------------------- | ------------------------------------------------------ | ----------------------- |
| Aldosivi                | Ángel Guillermo Hoyos                                  | 1.ª a 10.ª              |
| Aldosivi                | Favio Fernández (interino)                             | 11.ª                    |
| Arsenal                 | Sergio Rondina                                         | 1.ª en adelante         |
| Argentinos Juniors      | Diego Dabove                                           | 1.ª en adelante         |
| Atlético Tucumán        | Ricardo Zielinski                                      | 1.ª en adelante         |
| Banfield                | Javier Sanguinetti                                     | 1.ª en adelante         |
| Boca Juniors            | Miguel Ángel Russo                                     | 1.ª en adelante         |
| Central Córdoba (SdE)   | Alfredo Berti                                          | 1.ª a 6.ª               |
| Central Córdoba (SdE)   | Alexis Ferrero (interino) Sebastián Scolari (interino) | 7.ª en adelante         |
| Colón                   | Eduardo Domínguez                                      | 1.ª en adelante         |
| Defensa y Justicia      | Hernán Crespo                                          | 1.ª en adelante         |
| Estudiantes (LP)        | Leandro Desábato                                       | 1.ª a 8.ª               |
| Estudiantes (LP)        | Pablo Quatrocchi (interino)                            | 9.ª en adelante         |
| Gimnasia y Esgrima (LP) | Sebastián Méndez (ayudante a cargo)                    | 1.ª a 4.ª               |
| Gimnasia y Esgrima (LP) | Mariano Messera (interino) Leandro Martini (interino)  | 5.ª en adelante         |
| Godoy Cruz              | Diego Martínez                                         | 1.ª a 9.ª               |
| Godoy Cruz              | Daniel Oldrá (interino)                                | 10.ª en adelante        |
| Huracán                 | Israel Damonte                                         | 1.ª en adelante         |
| Independiente           | Lucas Pusineri                                         | 1.ª a 10.ª              |
| Independiente           | Fernando Berón (interino)                              | 11.ª                    |
| Lanús                   | Luis Zubeldía                                          | 1.ª en adelante         |
| Newell's Old Boys       | Frank Darío Kudelka                                    | 1.ª en adelante         |
| Patronato               | Gustavo Álvarez                                        | 1.ª a 7.ª               |
| Patronato               | Gabriel Graciani (interino)                            | 8.ª a 9.ª               |
| Patronato               | Iván Delfino                                           | 10.ª en adelante        |
| Racing Club             | Sebastián Beccacece                                    | 1.ª en adelante         |
| River Plate             | Marcelo Gallardo                                       | 1.ª en adelante         |
| Rosario Central         | Cristian González                                      | 1.ª en adelante         |
| San Lorenzo             | Mariano Soso                                           | 1.ª en adelante         |
| Talleres (C)            | Alexander Medina                                       | 1.ª en adelante         |
| Unión                   | Juan Manuel Azconzábal                                 | 1.ª en adelante         |
| Vélez Sarsfield         | Mauricio Pellegrino                                    | 1.ª en adelante         |
| 1. 2. 3. 4. 5. 6. 7. 8. |                                                        |                         |